# Handball-Verbandsliga Bayern 1982/83
Die Handball-Verbandsliga Bayern 1982/83 wurde unter dem Dach des „Bayerischen Handballverbandes“ (BHV) organisiert, sie stellt den Unterbau zur Handball-Bayernliga dar und war als fünfthöchste Liga im deutschen Ligensystem eingestuft.

## Saisonverlauf
Meister der Landesliga Nord wurde das Team des HG Erlangen und Südgruppenmeister der TV 1861 Rothenburg. Beide Clubs hatten sich damit direkt für die Bayernliga 1983/84 qualifiziert. Dritter Aufsteiger war das Team der Regensburger TS, welches die Aufstiegsrelegation für sich entscheiden konnte. 

Bereich des „Bayer. Handballverbandes“ (BHV)

### Modus
Die in Gruppe Nord und Süd eingeteilte Liga spielte je eine Hin- und Rückrunde. Platz eins jeder Gruppe war Staffelsieger und Direktaufsteiger in die Bayernliga. Die zweiten Plätze spielten in einer Relegation den dritten Aufsteiger aus. Die zwei Letztplatzierten einer jeden Gruppe waren Direktabsteiger.

## Teilnehmer
Nicht mehr dabei waren die Auf- und Absteiger der Vorsaison. Neu dabei waren die Bayernliga-Absteiger
TSV 1863 Marktoberdorf, TB 1888 Erlangen, FC Augsburg
und die Aufsteiger aus den Bezirksligen.